# Atlapetes
Atlapetes es un género de aves paseriformes perteneciente a la familia Passerellidae, conocidos vulgarmente como atlapetes, cuyos miembros habitan en México, América Central y Sudamérica.

## Lista de especies
El género contiene las siguientes especies:
- Atlapetes pileatus - atlapetes coronirrufo;
- Atlapetes albofrenatus - atlapetes bigotudo;
- Atlapetes semirufus - atlapetes semirrufo;
- Atlapetes personatus - atlapetes de tepuy;
- Atlapetes albinucha - atlapetes nuquiblanco;
- Atlapetes melanocephalus - atlapetes de Santa Marta;
- Atlapetes pallidinucha - atlapetes nuquipálido;
- Atlapetes flaviceps - atlapetes cabecigualdo;
- Atlapetes fuscoolivaceus - atlapetes sombrío;
- Atlapetes crassus - atlapetes del Chocó;
- Atlapetes tricolor - atlapetes tricolor;
- Atlapetes leucopis - atlapetes embridado;
- Atlapetes latinuchus - atlapetes pequiamarillo;
- Atlapetes blancae - atlapetes antioqueño;
- Atlapetes rufigenis - atlapetes orejirrufo;
- Atlapetes forbesi - atlapetes de Apurímac;
- Atlapetes melanopsis - atlapetes de anteojos;
- Atlapetes schistaceus - atlapetes pizarroso;
- Atlapetes leucopterus - atlapetes aliblanco;
- Atlapetes albiceps - atlapetes cabeciblanco;
- Atlapetes pallidiceps - atlapetes cabecipálido;
- Atlapetes seebohmi - atlapetes de Seebohm;
- Atlapetes nationi - atlapetes ventrirrufo;
- Atlapetes canigenis - atlapetes de Cuzco;
- Atlapetes terborghi - atlapetes de Vilcabamba;
- Atlapetes melanolaemus - atlapetes carinegro;
- Atlapetes rufinucha - atlapetes nuquirrufo;
- Atlapetes fulviceps - atlapetes cabecirrufo;
- Atlapetes citrinellus - atlapetes amarillo;
- Atlapetes nigrifrons - atlapetes del Perijá;
- Atlapetes meridae - atlapetes de Mérida.